# Ferenc Csipes
Ferenc Csipes, född den 8 mars 1965 i Budapest, Ungern, är en ungersk kanotist.
Han tog OS-guld i K-4 1000 meter och OS-brons i K-2 500 meter i samband med de olympiska kanottävlingarna 1988 i Seoul.
Han tog OS-silver i K-4 1000 meter i samband med de olympiska kanottävlingarna 1992 i Barcelona.
Han tog OS-silver igen i K-4 1000 meter i samband med de olympiska kanottävlingarna 1996 i Atlanta.